# Сокол Олександра Семенівна
Олекса́ндра Семе́нівна Со́кол (до шлюбу Тараба́н) (4 травня 1919 — 3 червня 2001) — видатний український радянський інфекціоніст, доктор медичних наук, професор, Заслужений діяч науки і техніки України.

## Життєпис
Народилась 4 травня 1919 року в селі Рогозів Київської області. На той момент село було районним центром, до якого входили 13 сіл. У 1930-ті роки у Рогозові створили аж чотири колгоспи: «П'ятирічка», «імені Косіора», «Жовтень», «імені Шевченка». По закінченню у 1937 року на «відмінно» середньої школи Олександра вступила до Київського університету ім. Т. Г. Шевченка на геолого-географічний факультет. Але у жовтні 1937 року її виключили з університету та комсомолу як «доньку ворога народу». На той час її батька, голову Бориспільського райземвідділу, засудили до страти (посмертно реабілітували у 1958 році). Влітку 1938 року Олександра написала листа на ім'я Сталіна, в якому розповіла про несправедливе рішення суду і, посилаючись на конституційне право на освіту, попросила надати їй можливість учитися далі. Чи прочитав Сталін листа, невідомо. Але те, що її не заарештували чи піддали іншим утискам, здається неймовірним. У серпні 1938 року на засіданні бюро районного комітету комсомолу їй повернули комсомольський квиток і поновили в університеті. Проте вона відмовилась від подальшого навчання в університеті та остаточно вирішила стати лікарем. Можливо, на це рішення вплинули дитячі спогади про свого діда — єдиного на всю округу фельдшера. Як багато років по тому написала сама Олександра Семенівна в автобіографії, вона свідомо обрала професію лікаря, що і визначило її подальшу долю на все життя.
У 1938 році Олександра вступила до Київського медичного інституту (КМІ). Вчилася наполегливо, з натхненням. Ще в студентські роки почала цікавитися науковими дослідженнями. З 1940 року, навчаючись на кафедрі мікробіології, вона із захопленням відвідувала вечірні заняття студентського наукового гуртка, яким керував видатний науковець, фундатор вітчизняної вірусології, відомий мікробіолог, професор Сергій Степанович Дяченко (5.10. 1898 року — 22.01. 1992 року), який був неординарною особистістю з неосяжним кругозором.
Протягом німецько-радянської війни продовжила навчання у евакуації в Челябінську. Була випущена у складі лікувального факультету за скороченим терміном навчання в 1942 році, коли отримала диплом з відзнакою. Її залишали в аспірантурі, але вона відмовилася від такої можливості та разом з іншими випускниками інституту добровільно пішла на фронт. Призвана Радянським РВК м. Челябінська у серпні 1942 року. У діючій армії з 8 вересня 1942 року. Як командир санітарної роти 1321-го стрілецького Брестського полку 415-ї стрілецької Мозирської Червонопрапорної дивізії пройшла бойовий шлях до Берліна. Член ВКП(б) з жовтня 1943 року. Їй присвоїли військове звання капітана медичної служби. Була поранена. Закінчила війну головним лікарем-спеціалістом табору репатрійованих радянських громадян у Німеччині.
Після демобілізації з лав Радянської армії в січні 1946 року О. С. Сокол повернулася до Київського медичного інституту (КМІ). З 1946 по 1949 рік навчалася в аспірантурі на кафедрі інфекційних хвороб під керівництвом професора Анатолія Матвійовича Зюкова. У 1949 році захистила дисертацію на тему: «Переливання крові як метод лікування черевного тифу» на здобуття наукового ступеня кандидата медичних наук. З 1949 по 1951 рік працювала молодшим науковим співробітником Інституту інфекційних хвороб АМН СРСР; з 1951 по 1953 рік — асистент кафедри інфекційних хвороб КМІ. З 1953 по 1962 рік очолювала кафедру інфекційних хвороб Чернівецького медичного інституту (ЧМІ). У 1954 році їй присвоїли вчене звання доцента. У 1956 році захистила докторську дисертацію «Особливості дії деяких серцево-судинних препаратів у інфекційних хворих» в Інституті інфекційних хвороб АМН СРСР у Києві, в 1959 році їй присвоїли вчене звання професора. З 1955 по 1957 рік одночасно із завідуванням кафедри була деканом лікувального факультету ЧМІ, а протягом 1957–1962 років обіймала посаду проректора Чернівецького медичного інституту з наукової і навчальної роботи, одночасно, з 1955 по 1962 рік — посаду ректора Народного університету у м. Чернівці.
З серпня 1962 року та впродовж наступних 27 років професор О. С. Сокол очолювала кафедру інфекційних хвороб Київського медичного інституту. Протягом 1966–1973 років працювала проректором інституту з наукової роботи. Протягом 1970–1990 років з притаманною їй дивовижною енергією головувала в Українському товаристві інфекціоністів. Велику увагу О. С. Сокол приділяла підготовці висококваліфікованих науково-педагогічних кадрів. Вихованці О. С. Сокол не лише поповнили колектив кафедри в КМІ, а й працювали майже в усіх регіонах України і, навіть, за кордоном.
За всі часи існування кафедри одним із головніших напрямів її діяльності була лікувальна робота і в центрі її завжди був хворий. Олександра Семенівна продовжила цю традицію. Вона часто повторювала: «Уявіть на місці хворого когось з ваших рідних». І сама завжди була прикладом саме такого ставлення до пацієнтів. На консультацію до професора О.С. Сокол звідусіль приїздили люди, часто — без попередньої домовленості, навіть без направлення. Нікому не було відмови. Мистецьке уміння Олександри Семенівни поставити влучний діагноз «складним» хворим завжди викликало захоплення у колег і учнів. Клінічні обходи хворих, які зазвичай тривали мало не увесь день, були справжньою школою для молодих і уже досвідчених лікарів. Їх жартома називали «Соколиним полюванням».
Залишивши посаду завідувача кафедри у 1989 році, Олександра Семенівна продовжувала працювати професором-консультантом.
Вона підготувала 34 кандидатів медичних наук, була науковим консультантом 6 докторських дисертацій. Її перу належать 158 наукових робіт, в тому числі, 8 монографій, вона мала 3 авторські свідоцтва СРСР.
Олександра Семенівна ставилася скептично до офіційного визнання. Вона була надзвичайно скромною, не любила красивих гучних фраз, дуже точно відрізняла найменший фальш, понад усе не терпіла лицемірства. «В інтересах справи» — таким був основний мотив її напруженої багатопланової діяльності. Про життєву мудрість і настанови О. С. Сокол із повагою і теплом згадував відомий письменник і дипломат, професор, доктор медичних наук Юрій Миколайович Щербак у своєму романі «Причини і наслідки».
Померла від тривалої тяжкої хвороби в Києві 3 червня 2001 року. Похована на батьківщині, в селі Рогозів Бориспільського району Київської області.

## Основні наукові і педагогічні праці
- Токсоплазмоз человека /Д. Н. Засухин, А. С. Сокол, П. А. Овчаренко ; ред.: А. Г. Пап, Д. Н. Засухин. — Москва: Медицина, 1974. — 192 с.
- Печеночно-почечная недостаточность /А. С. Сокол, Е. Е. Карманова, А. Ф. Киселева. — К.: Здоров'я, 1977. — 135 с.
- Тропические паразитарные болезни человека и животных: учеб. пособие для иностр. студ., обучающихся в мед. вузах СССР /А. С. Сокол, П. А. Овчаренко, В. Ф. Галат. — К. : Изд-во УСХА, 1992. — 168 с.
- Столбняк. Київ, Здоров'я, 1968 (Ковтуненко Г. П.. Черная Л. С., Сокол А. С. с соавт.)- 223 с.
- Основы геронтологии / под ред. Д. Ф. Чеботарева, Н. Б. Маньковского, В. В. Фролькиса. — М.: Медицина, 1969. — 646 с.
- Рецептурный справочник врача (под ред. И. С. Чекмана) (Грицюк А. Н., Грищенко В. И., Сокол А. С.) — Киев: Здоров'я, 1982, 400 стр.
- К методике определения количества циркулирующей крови сахарным способом /А. С. Сокол // Терапевтический архив. — 1954. — № 5. — С.85-86.
- Клинико-лабораторная характеристика спорадических заболеваний сыпным тифом / А. С. Сокол, Ю. Ю. Косовский // Научная сессия Черновицкого мединститута, посвященная 10-летию существования института (1944–1954): тезисы докладов. — Черновцы, 1954. — С.16.
- Редкий случай тяжелого балантидиоза /А. С. Сокол, Е. Р. Цитрицкий, Н. М. Шинкерман // Медицинская паразитология и паразитарные болезни. — 1954. — № 4. — С. 324–325.
- К вопросу о природе спорадических случаев повторного сыпного тифа /А. С. Сокол, Ю. Ю. Косовский // Журнал микробиологии, эпидемиологии и иммунологии. — 1957. — № 3. — С. 104–105.
- Диагностика и лечение вирусного гепатита (болезни Боткина) /А. С. Сокол (отв. ред.) и др. // Научно-проблемная конференция: материалы. — К. : Здоров'я, 1968. — 109 с.
- Эффективность комплексного лечения рожи с применением сока каланхоэ /Сокол А. С., Казацкая Г. Г., Свирид Г. М.// Врач. дело. 1973. — № 3. — С. 137–139.
- Комплексное лечение локализованных и генерализованных форм менингококковой инфекции с применением диметилсульфоксида (ДМСО): Методические рекомендации. /Сокол А. С., Пивень В. И. Киев, 1980. — 12 с.
- Новое в диагностике и лечении сальмонеллеза, стафилококковой инфекции и вирусного гепатита /А. С. Сокол (отв. ред.) и др. //Республиканская научно-практическая конференция инфекционистов: тезисы докладов; 29-30 сентября 1981 г. — Тернополь, 1981. — 98 с.
- Вопросы клиники, эпидемиологии и лечения ботулизма./ Сокол А. С., Колесников М. М., Розаман М. П. и др. Врачебн. дело, 1982, № 4, с. 107–109.
- Правила обследования инфекционного больного и ведения истории болезни: метод. рек. для студ. мед. вузов / Киев. Медицинский институт им. А. А. Богомольца ; сост. А. С. Сокол. — К.: [б. в.], 1989. — 12 с.

## Нагороди і почесні звання
За військові заслуги в роки війни була нагороджена орденами Вітчизняної війни 1-го (26.05.1945) і 2-го (30.04.1945) ступенів, Червоної Зірки (19.08.1944), багатьма медалями, у тому числі медаллю «За відвагу» (05.11.1943).
За видатні професійні та наукові досягнення у повоєнний час професора О.С. Сокол неодноразово відзначав уряд. У 1983 році їй присвоїли звання Заслуженого діяча науки і техніки України. Її нагородили Почесною відзнакою Президента України (1991 рік), Почесною грамотою Міністерства охорони здоров'я України (1999 рік).